# Stefan Hayböck
Stefan Hayböck (* 27. August 1989 in Linz) ist ein ehemaliger österreichischer Skispringer.

## Werdegang
Wie sein um zwei Jahre jüngerer Bruder Michael sprang Stefan Hayböck für den UVB Hinzenbach, war aber im Nachwuchs nicht so erfolgreich wie dieser. Erst in der Saison 2010/11 schaffte er seine ersten Einsätze im Weltcup, als er sich im Zuge der Vierschanzentournee für die letzten beiden Springen qualifizieren konnte und mit Rang 40 in Bischofshofen sein bestes Weltcupresultat erzielte.
Bei den österreichischen Meisterschaften im Oktober 2010 in Hinzenbach gewann er mit der Mannschaft Oberösterreichs die Silbermedaille im Mannschaftswettbewerb. Zwei Jahre später in Villach holte Hayböck wiederum im Mannschaftsbewerb sogar den Österreichischen Staatsmeistertitel.
Am 15. September 2012 konnte er beim Continental-Cup-Springen im russischen Tschaikowski als Dritter erstmals auf das Podium in diesem Wettbewerb springen. Im März 2014 bestritt Hayböck seine letzten internationalen Wettbewerbe und beendete darauf seine aktive Karriere.

## Statistik

### Vierschanzentournee-Platzierungen
| Saison  | Platz | Punkte |
| ------- | ----- | ------ |
| 2010/11 | 055.  | 176,9  |